# 브렌트 스파
브렌트 스파(Brent Spar)는 로열 더치 셸 그룹에 의해 1976년 세워진 북해의 원유 저장탱크이자 브렌트 유전의 부표 역할을 하는 대형 구조물이다. 해당 구조물은 1991년 저장시설로서의 기능을 상실하였고, 이에 1995년 해체가 예정되어 있었으나 환경에 미칠 영향에 대한 우려로 인해 크나큰 논쟁거리가 되었다. 결국 브렌트 스파는 그린피스 등 환경 단체의 압력에 의해 해저에 가라앉힌다는 초기 계획 대신 재활용하는 방향으로 폐기 계획을 선회하였으나, 어느 쪽이 옳은 판단이었는지에 대해서는 여전히 논쟁이 계속되고 있다.